# Le Caïd (Jeremiah)
Pour les articles homonymes, voir Le Caïd.
Le caïd est le 32e album de la série de bande dessinée Jeremiah, écrite et dessinée par Hermann, paru en 2013.

## Description et synopsis
Kurdy et Jeremiah sont mêlés malgré eux dans une guerre de clans opposant leurs deux chefs, Kasper et Bento.

## Publication en français
- Dupuis (collection « Grand Public »), 2013